# Johannes Ghiselin
Johannes Ghiselin, Ghiselinus, Ghisellus, Gysling, znany też pod nazwiskiem Verbonnet – flamandzki kompozytor aktywny na przełomie XV i XVI wieku.

## Życiorys
Przypuszczalnie był uczniem Johannesa Ockeghema. W 1491 roku przebywał na dworze księcia Herkulesa I d’Este w Ferrarze, skąd na polecenie Izabeli d’Este udał się do Francji w celu sprowadzenia młodych śpiewaków do kapeli dworskiej. W latach 1492–1493 był śpiewakiem w baptysterium św. Jana we Florencji. W 1501 roku odnotowany jest jako śpiewak na dworze króla Francji. W 1503 roku jako towarzysz Josquina des Prés wrócił do Florencji, skąd jednak po wybuchu zarazy w 1505 roku wyjechał do Niderlandów. Ostatnia znana informacja na jego temat pochodzi z 1507 roku, przebywał wówczas w Bergen op Zoom.
Z jego twórczości zachowało się 13 mszy 4-głosowych, 13 motetów 2-, 3- i 4-głosowych, 15 chansons do tekstów francuskich i 4 pieśni 3- i 4-głosowych do tekstów w flamandzkim. Większość jego mszy należy do gatunku missa parodia. Dzieła zebrane Ghiselina wydał Clytus Gottwald (Corpus Mensurabilis Musicae, XXIII/l-4, 1961–1968).